# Sechmet
Sechmet (de Machtige), ook Sekhmet, Sakhmet, Moet-Sechmet of Hathor-Sechmet, is een godin uit de Egyptische mythologie, ook wel het Oog van Ra genoemd. Ze is de vrouw van Ptah, en door sommigen werd ze gezien als de moeder van Nefertem. Sechmet had een leeuwenkop en was de godin van de vergelding, ziekte en leeuwinnen. In de ogen van de Egyptenaren was ze een zeer krachtige godin. Sechmet symboliseerde de verwoestende kracht van de zon. Haar cultus vond vooral plaats in Memphis.
Sechmet is de destructieve vorm van de godin Hathor of Moet, en de dochter van Ra. In de Egyptische mythologie was de zonnegod Ra de eerste farao, maar op den duur werd zijn menselijk lichaam oud en de mensen hoonden hem weg. Hierop zond hij Hathor in de vorm van Sechmet naar de aarde, waar de godin haar bloeddorst op de mensen botvierde. Uiteindelijk lieten de goden haar een meer van bier drinken, waarvan Sechmet dacht dat het bloed was, om zo de slachtingen een halt toe te roepen.
In de loop der tijd vereerden de Egyptenaren Hathor en Sechmet als twee verschillende godheden, hoewel zij oorspronkelijk aspecten van dezelfde godheid waren. Sechmet kon ziektes veroorzaken, maar werd ook vaak aangeroepen om een ziekte te genezen. In haar genezende vorm stond ze ook bekend als Werethekau.

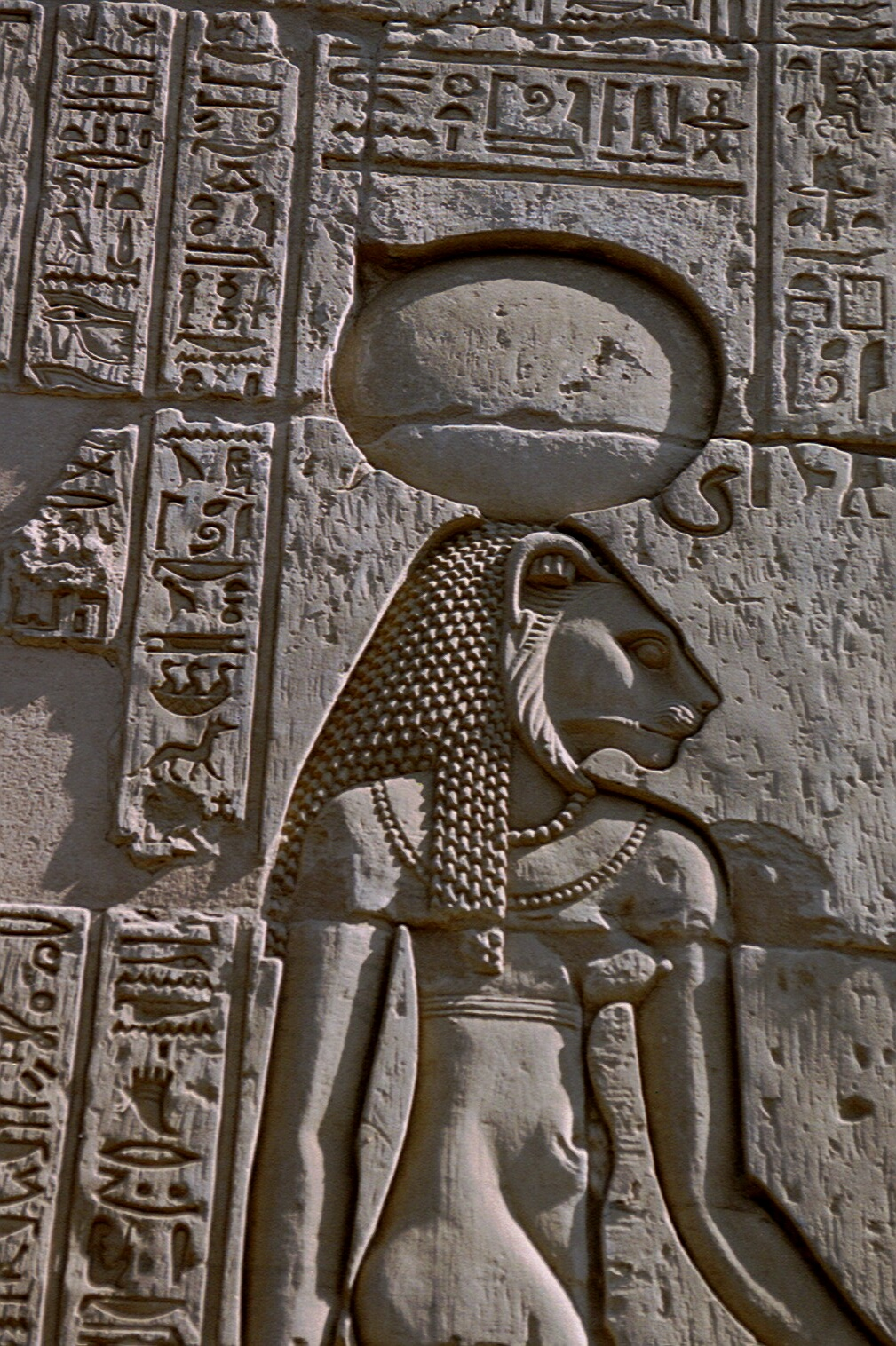
Sechmet (tempel Kom Ombo)

## Gerelateerde onderwerpen
- De Egyptische mythologie
- De vernietiging van de mensheid door Hathor
- Lijst van goden en godinnen

Aker · Amaoenet · Ammit · Amenhotep, zoon van Hapoe · Amon · Amon-Re · Amset · Anat · Andjeti · Anhoer · Anubis · Anoeket · Apedemak · Apepi · Apis · Arensnuphis · Astarte · Atoem · Aton · Baäl · Baälat · Bat · Banebdjedet · Bastet · Benben · Benoe · Bes · Buchis · Chentiamentioe · Chepri · Chons · Doeamoetef · Geb · Hapy (Nijlgod) · Hapy (zoon van Horus) · Harmachis · Harpocrates · Hathor · Hatmehyt · Heh en Hehet · Heka · Heket · Herisjef · Hesat · Horus · Hoe · Iaret · Imhotep · Ishtar · Isis · Isis-Sothis · Kebehsenoef · Kek · Chnoem · Maät · Mandulis · Mentoe · Meretseger · Mesechenet · Min · Miysis · Mnevis · Moet · Naoenet · Nechbet · Nechen en Pe · Nefertem · Neith · Nennoe · Nephthys · Noen · Noet · Osiris · Pachet · Ptah · Qetesh · Ra · Renenoetet · Renpit · Resjef · Satet · Sechmet · Selket · Serapis · Sesjat · Seth · Sjoe · Sobek · Sokaris · Sopdet · Ta-Bitjet · Tabh · Tatenen · Taweret · Tefnoet · Thoth · Wadjet · Wepwawet · Werethekaoe ·
- Gemeinsame Normdatei: 118793993
- Nationale Bibliotheek van Israël: 987007529476205171
- Système universitaire de documentation: 027697851
- Virtual International Authority File: 47558152
- WorldCat: E39PCjyJp6DPvwhggV7m6XKkwC